# Tournoi national de robots sumo

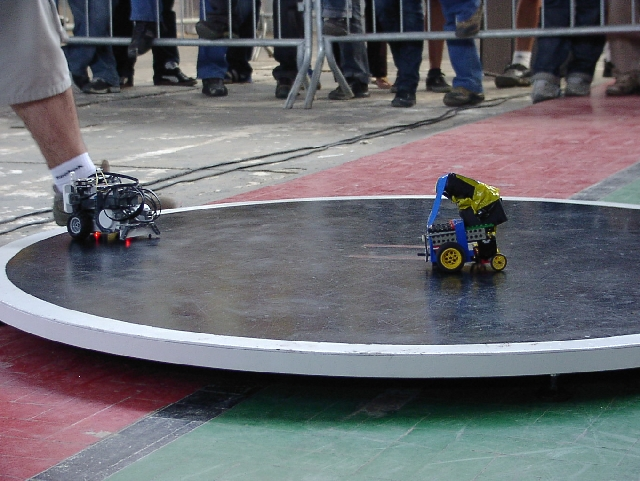
Robot-sumo

Le tournoi national de robot sumo est un tournoi de robotique français ouvert à tous. Il est organisé depuis 2005 par Frédéric Giamarchi, auteur de plusieurs livres sur la robotique et enseignant en DUT GEII. 
Au départ une compétition de robotique était organisée par la revue Électronique Pratique à Paris, de l'automne 2000 à 2004, sous la direction de Frédéric Giamarchi. Puis la revue ayant changé de propriétaire, la compétition a changé de lieu et est devenue le tournoi de robots mini sumo organisé par l'IUT de Nîmes avec son enseignant responsable. En 2006 le tournoi s'est agrandi avec des robots suiveurs de ligne. En 2008 le tournoi s'est encore agrandi avec des robots Formule 1 qui font la course sur une ligne simple et des robots solaires à déplacer le plus loin possible. Depuis 2010, une nouvelle catégorie est apparue avec les robots labyrinthe. En 2011 les robots Labyrinthe Ligne ont fait leur apparition, dérivés des robots suiveurs de ligne.
Les divers règlements officiels sont disponibles sur le site du tournoi.

## Lieux
| Année            | Lieu                            |
| ---------------- | ------------------------------- |
| 2005, 2006       | Jardins de la Fontaine à Nîmes. |
| 2007, 2008       | Université Montpellier 2        |
| 2009             | École des mines d'Alès          |
| 2010             | IUT de Nîmes                    |
| 2011, 2014       | Lycée Alphonse-Daudet de Nîmes  |
| 2015             | IUT de Nîmes                    |
| 2016, 2017       | Salle des fêtes de Milhaud      |
| 2018, 2019       | Stade des Costières de Nîmes    |
| 2020, 2021       | Annulé                          |
| 2022, 2023, 2024 | Centre socioculturel de Milhaud |